# هرکول پوآرو
هرکول پوآرو کارآگاه تخیلی بلژیکی است که توسط آگاتا کریستی نویسندهٔ شهیر انگلیسی خلق شده‌است. او را می‌توان از مشهورترین شخصیت‌های داستانی تاریخ ادبیات دانست. او در بیش از سی داستان بلند و بیش از پنجاه داستان کوتاه به‌عنوان شخصیت اصلی ظاهر شده‌است و از این لحاظ نیز از رکوردداران است.
پوآرو قبلاً عضو نیروی پلیس بلژیک بوده اما داستان‌های او از وقتی آغاز می‌شود که حین جنگ جهانی اول به‌عنوان پناهنده به انگلستان آمده و کارآگاه خصوصی می‌شود. اولین داستانی که او در آن حضور داشته «ماجرای اسرارآمیز در استایلز» است و آخرین آن‌ها «پرده» است که در آن پوآرو می‌میرد و به‌نوعی خود را می‌کشد.
از خصوصیات اخلاقی پوآرو، می‌توان به مرتب و منظم‌بودن بیش از حد او، نیز به علاقه‌مندی زیاد او به غذا و غذا خوردن و همچنین تنفر از وسائل مربع شکل یا زاویه‌دار اشاره کرد.
پوآرو برخلاف شرلوک هلمز که بسیار پرجنب‌و‌جوش است، اعتقاد دارد مسائل را فقط با فکرکردن می‌توان حل کرد و آنقدر به این موضوع اعقاد دارد که در داستان «ماجرای گم‌شدن آقای دبنهام» با سربازرس جپ شرط می‌بندد که بدون خارج شدن از خانه می‌تواند این ماجرا را حل کند تا به او ثابت کند لازم نیست با ذره‌بین به دنبال اثرانگشت گشت.
در رمان «لرد اجور می‌میرد» از زبان کاپیتان هستینگز نقل می‌شود: «پوآرو گفت دوست من، قاتل در این ماجرا یک اشتباهی کرده‌است». با اینکه جواب را می‌دانستم از او پرسیدم: «چه اشتباهی؟» پوآرو با غرور جواب داد: «او سلول‌های خاکستری هرکول پوآرو را فراموش کرده‌است». 
پوآرو صفات و ویژگی‌های زیادی داشت ولی بویی از فروتنی نبرده‌ است. در رمان‌های کریستی، پوآرو بسیار مغرور و متکبر و به‌دور از فروتنی معرفی شده‌ است. 
آرتو هستینگز دوست و همکار صمیمی پوآرو بعضی از داستان‌ها از زبان او نقل می‌شود، سربازرس جیمز جپ که بعضی پرونده‌ها را با پوآرو در میان می‌گذارد. خانم فلیسیتی لمون منشی پوآرو و جرج مون ولت خدمتکار و پیشخدمت پوآرو از دیگر شخصیت‌های همراه این کارآگاه در داستان‌ها هستند.
رمان‌های پوآرو تا به حال بارها دستمایه تئاتر و سینما بوده‌اند و بازیگرانی همچون آلبر فینی، پیتر یوستینف و دیوید سوشی و کنت برانا از جمله بازیگرانی بوده‌اند که به جای او ایفای نقش کرده‌اند.

## نقل‌قول‌ها
سخن معروف پوآرو :«کار درست همیشه در درون انسان انجام می‌شود، همه چیز بر عهده سلول‌های خاکستری است. هیچ وقت این سلول‌های کوچک را از یاد مبر دوست من».
پوآرو در رمان ماجرای اسرارآمیز در استایلز از سوی دوست نزدیکش آرتور هستینگز به این صورت معرفی می‌شود:
«پوآرو کوتاه قد است، قد او به صد و پنجاه سانتی‌متر هم نمی‌رسد کوچک اندام و یک کم چاق، سرش دقیقاً به شکل تخم‌مرغ است و اندکی آنرا به یه طرف متمایل می‌کند. سبیل نظامی کلفت و منظمی دارد و این سبیل به صورتش شکوه خاصی بخشیده‌است. این دوست بلژیکی کوتاه قدم بسیار مرتب و شنگول و شیک‌پوش است و همیشه مشغول مرتب کردن خرت‌و‌پرت‌ها است و به نظم و قرینه‌بودن اشیاء وسواس دارد. به نظرم برای او درد تحمل کثیفی و گرد و خاک از گلوله بیش‌تر باشد. فرانسوی زبان است و در عین حال بسیار مغرور. پوآرو از سرما متنفر است و همیشه با نهایت دقت لباس‌های ضخیم می‌پوشد تا سرما نخورد، همچنین از سوار شدن به هواپیما و کشتی نیز بیزار است».

## فیلم‌ها
اقتباس‌های زیادی از داستان‌های این شخصیت در سینما، تئاتر و تلویزیون شده است
یک سریال تلویزیونی 70 قسمتی از شبکه انگلیسی LWT از سال ۱۹۸۹ تا ۱۹۹۱ و مجموعه جدید آن هم از سال 2000 تا 2013 ساخته شده‌است و با قسمت پرده که در آن پوآرو می‌میرد در سال ۲۰۱۳ به پایان رسیده‌است. 
دیوید سوشی در سال ۱۹۹۱ اعلام کرد دیگر نقش پوآرو را نمی‌پذیرد ولی تغییر عقیده داد و در سال ۲۰۰۰ با ساختن رمان‌های باقی‌مانده از کریستی به این عرصه بازگشت. این سریال تا به حال ۱۴ بار نامزد دریافت جایزه بفتا شده‌اند که ۴ تا را هم برده‌اند.
همچنین در دهه 2010 دو فیلم سینمایی با عنوان‌های «قتل‌ در قطار سریع‌السیر شرق» و «مرگ روی نیل» برای چندمین بار با اقتباس از دو رمان به همین نام با محوریت هرکول پوآرو ساخته شده است.

## خداحافظی دیوید سوشی با شخصیت پوآرو
دیوید سوشی بعد از ۲۵ سال ایفای نقش کارآگاه هرکول پوآرو، در نوامبر ۲۰۱۳ پس از تولید آخرین قسمت از این مجموعه با این شخصیت خداحافظی کرد. آخرین پرونده، آخرین قسمت پوآرو با بازی سوشی بود.
در آخرین پرونده، کارآگاه بلژیکی سالخورده برای جلوگیری از وقوع یک قتل دیگر از دوست دیرین خود کاپیتان هیستینگ خواهد خواست که به «استایلز کورت» محل تحقیقات در اولین پرونده‌ای که مشترکاً روی آن کار می‌کردند، برگردد. پوآرو در آنجا مردی را میابد که با تسلط به روانشناسی دیگران را برای انجام قتل متقاعد می‌کند، پوآرو در آخرین قسمت خود به یک قاتل تبدیل می‌شود، و آن شخص را به قتل می‌رساند و صحنه را طوری بازسازی می‌کند که خودکشی به نظر برسد.

## بازگشت از سرزمین مردگان
وی توسط سوفی هانا نویسنده برجسته پس از گذشت ۳دهه به عرصه داستان بازگشت. سوفی هانا با کسب اجازه از خانواده آگاتا کریستی نوشتن داستان‌هایی دربارهٔ پوآرو را آغاز کرد. داستان وی که با محوریت پوآرو بود نامش کشتارهای تک نگاره بود. این داستان در اواخر دهه ۱۹۲۰ میلادی اتفاق می‌افتد.

## برخی داستان‌های مربوط به شخصیت
- قتل در قطار سریع‌السیر شرق
- مرگ بر روی نیل
- یک جن زدگی در ونیز
- ماجرای اسرارآمیز در استایلز
- مرگ راجر آکروید
- پرده
- قتل مرموز
- رویا
- قتل به ترتیب الفبا[۵]
- چهار قدرت بزرگ (رمان)
- راز قطار آبی
- مرگ خانم مک‌گینتی
- قتل در زمین گلف
- دختر سوم
- پنج خوک کوچک
- تراژدی در سه پرده
- ملاقات با مرگ
- جنایت در کریسمس
- شاهد خاموش
- قتل در تعطیلات
- قتل در بین‌النهرین
- شیطان زیر آفتاب
- تصویر تلخ یک نقاش
- گربه‌ای میان کبوتران
- حماقت مرد مرده
- دوازده‌خوان هرکول
- موج سواری

## فهرست کتاب‌ها به ترتیب انتشار[۶]
1. ماجرای اسرارآمیز در استایلز (1920) (The Mysterious Affair at Styles (1920))
2. قتل در زمین گلف (1923) (The Murder on the Links (1923))
3. تحقیقات پوآرو (1924) (Poirot Investigates (1924, ss))
4. قتل راجر اکروید (1926) (The Murder of Roger Ackroyd (1926))
5. چهار قدرت بزرگ (1927) (The Big Four (1927))
6. راز قطار آبی (1928) (The Mystery of the Blue Train (1928))
7. Black Coffee (1930 play) (A novelization by Charles Osborne was published in 1998.)
8. خطر در خانه آخری (1932) (Peril at End House (1932))
9. لرد اج‌ور می‌میرد (1933) (Lord Edgware Dies (1933) also published as Thirteen at Dinner)
10. قتل در قطار سریع‌السیر شرق (1934) (Murder on the Orient Express (1934) also published as Murder in the Calais Coach)
11. تراژدی در سه پرده (1935) (Three Act Tragedy (1935) also published as Murder in Three Acts)
12. مرگ در میان ابرها (1935) (Death in the Clouds (1935) also published as Death in the Air)
13. جنایات به ترتیب حروف الفبا (1936) (The A.B.C. Murders (1936) also published as The Alphabet Murders)
14. قتل در میانرودان (1936) (Murder in Mesopotamia (1936))
15. ورق‌ها روی میز (1936) (Cards on the Table (1936))
16. قتل در مجتمع مسکونی یا آینه مرده مرده (1937) (Murder in the Mews (1937, ss) also published as Dead Man's Mirror)
17. شاهد خاموش (1937) (Dumb Witness (1937) also published as Poirot Loses a Client)
18. مرگ روی نیل (1937) (Death on the Nile (1937) also published as Murder on the Nile and as Hidden Horizon)
19. ملاقات با مرگ (1938) (Appointment with Death (1938))
20. کریسمس هرکول پوآرو (1938) (Hercule Poirot's Christmas (1938) also published as Murder for Christmas and as A Holiday for Murder)
21. راز مسابقه قایقرانی (1939) (The Regatta Mystery and Other Stories (1939, ss))
22. سرو غمگین (1940) (Sad Cypress (1940))
23. یک، دو، سگک کفش من (1940) (One, Two, Buckle My Shoe (1940) also published as An Overdose of Death and as The Patriotic Murders)
24. شیطان زیر آفتاب (1941) (Evil Under the Sun (1941))
25. پنج خوک کوچولو (1942) (Five Little Pigs (1942) also published as Murder in Retrospect)
26. حفره یا قتل در تعطیلات (1946) (The Hollow (1946) also published as Murder after Hours)
27. دوازده خان هرکول (1947) (The Labours of Hercules (1947, ss))
28. شاهدی برای دادگاه (1948) (The Witness for the Prosecution and Other Stories (1948, ss))
29. موج‌سواری (1948) (Taken at the Flood (1948) also published as There Is a Tide)
30. سه موش کور و داستان‌های دیگر (1950) (Three Blind Mice and Other Stories (1950, ss))
31. The Under Dog and Other Stories (1951, ss)
32. مرگ خانم مک‌گینتی (1952) (Mrs McGinty's Dead (1952) also published as Blood Will Tell)
33. پس از تشییع جنازه (1953) (After the Funeral (1953)  also published as Funerals are Fatal)
34. قتل در خوابگاه دانشجویی یا جاده هیکوری (1955) (Hickory Dickory Dock (1955) also published as Hickory Dickory Death)
35. حماقت مرد مرده (1956) (Dead Man's Folly (1956))
36. گربه‌ای میان کبوتران (1959) (Cat Among the Pigeons (1959))
37. ماجرای پودینگ کریسمس (1960) (The Adventure of the Christmas Pudding (1960, ss))
38. گناه مضاعف و داستان‌های دیگر (1961) (Double Sin and Other Stories (1961, ss))
39. ساعتها (1963) (The Clocks  (1963))
40. سومین دختر (1966) (Third Girl (1966))
41. جشن هالووین (1969) (Hallowe'en Party (1969))
42. فیلها به یاد می‌آورند (1972) (Elephants Can Remember (1972))
43. نخستین پرونده‌های پوآرو (1974) (Poirot's Early Cases (1974, ss))
44. Curtain (written about 1940, published 1975) also published as Curtain: Poirot's Last Case
45. Problem at Pollensa Bay and Other Stories (1991, ss)
46. The Harlequin Tea Set (1997, ss)
47. While the Light Lasts and Other Stories (1997, ss)